# Алших
Алших (Алшик, Альших, Альшик) — древнее дохристианское имя, встречавшееся в среде чувашского и финно-угорского народов.
В словаре чувашского языковеда Н. И. Ашмарина имя Алших тождественно имени Алшик. Имя Алшик (Алших) зафиксировано в словаре чувашских дохристианских мужских имен. По мнению исследователей, у древних марийцев созвучные слова «алшаик», «алшуэ», «алашоэ» обозначают «нырка красноголового» (вид утки). Этими словами обозначали тотем и имя в значении «отпрыск рода Утки» (нырка, гоголя).
Вариантами имени Алших являются имена Альшик, Альших, Алишейх, являющиеся диалектическими вариантами арабского имени Галишейх, произошедшего от слов «гали» (великий) и «шейх» (старец, старейшина). Примечательно, что имя Шейхгали, также произошедшее от слов «гали» и «шейх», является вариантом имени известного казанского хана Шах-Али (Шигалей). Имя Алших (Альшех) также принадлежит одному из почитаемых в иудаизме раввинов (см. Альшех), а имя Альших (Альцех, Альцек) носил также пятый сын хана Кубрата, правителя Великой Болгарии (см. Альцек).
Имя Алшик применительно к географическим объектам Чувашии также встречается в романе чувашского писателя Ф. Е. Афанасьева (Хветĕр Уяр) «Тенета» (чуваш. — «Таната»), в котором упоминается «овраг Алшика» (чуваш. — Алшик варĕ), по сюжету романа расположенный близ деревни Акрамово (чуваш. — Шурча) Моргаушского района Чувашии.
Носители имени считаются основателями двух чувашских населённых пунктов: Алшихово и Альшихово.